# Candy Darling
Candy Darling (24. listopadu 1944 Forest Hills, New York, USA – 21. března 1974 New York City, New York, USA) byla americká trans herečka. Byla jednou ze superstars Andyho Warhola a hrála v jeho filmech Flesh (1968) a Women in Revolt (1971). Později hrála i v několika filmech jiných režisérů, jako například Some of My Best Friends Are (Mervyn Nelson, 1971) a Tichá noc, krvavá noc (Theodore Gershuny, 1972). Rovněž se věnovala hraní v divadle.
Její jméno byla zmíněno ve dvou textech písní Lou Reeda: „Candy Says“ a „Walk on the Wild Side“. V roce 2010 o ní režisér James Rasin natočil film Beautiful Darling.